# 胡莉亞·納瓦羅

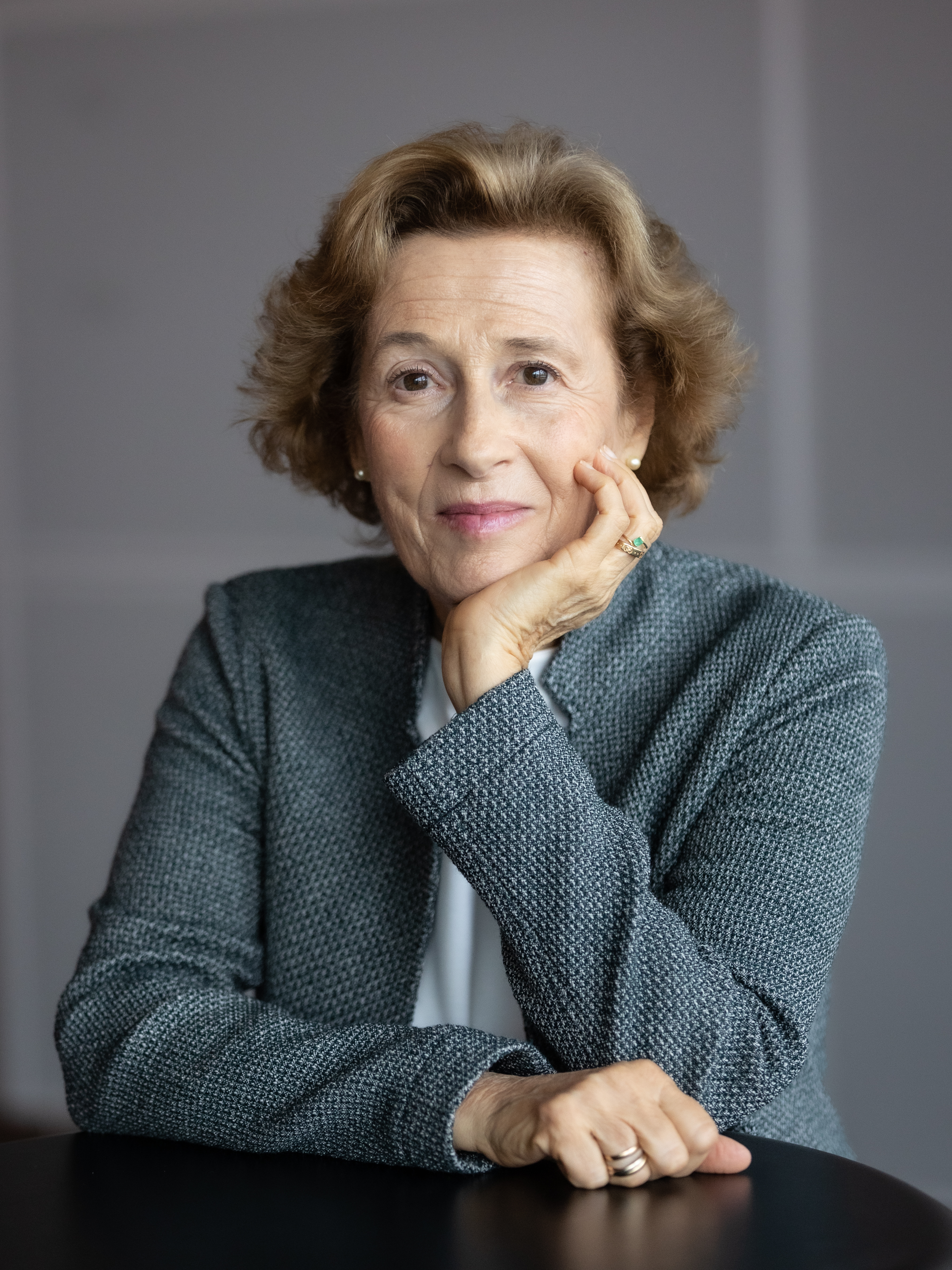
胡莉亞·納瓦羅

胡莉亞·納瓦羅（西班牙語：Julia Navarro，1953年—），出生於馬德里，是西班牙的記者和作家。胡莉亞從事媒體工作超過30年，曾任職西班牙多間報社及電台，成為一位著名的政治記者，她亦曾出版數本政治書。2004年起，她開始轉型為小說作家，出版了處女作《沉默同盟─耶穌裹屍布之謎》。